# 1113 Katja
1113 Katja è un asteroide della fascia principale del diametro medio di circa 38,5 km. Scoperto nel 1928, presenta un'orbita caratterizzata da un semiasse maggiore pari a 3,1071540 UA e da un'eccentricità di 0,1459083, inclinata di 13,30479° rispetto all'eclittica.
Il suo nome è in onore di Katja Ios'ko, che lavorava come assistente all'osservatorio dove avvenne la scoperta di questo asteroide.